# 迪斯·戴維斯
J·李察·戴維斯（英語：J. Richard Davis，1905年—1969年12月30日），又被稱為迪斯·戴維斯（Dixie Davis），是黑幫杜奇·舒爾茲的律師。

## 生平
他的父親是一位名叫Davidowitz的裁縫，把家人搬到卡茲奇山後，戴維斯才在1905年出生於紐約市，在紐約州的坦納斯維爾長大。戴維斯入讀雪城大學法學院，於1927年進入紐約州律師公會。他曾擔任過辦事員，然後在紐約市創辦了自己的公司，專門負責為黑幫辯護。
戴維斯的許多客戶都是在哈林區參與彩票遊戲的非洲裔美國人。
隨著杜奇·舒爾茲於1935年被謀殺，戴維斯接管了他的彩票敲詐。1937年7月14日，一個大陪審團起訴戴維斯敲詐勒索。為了換取他的合作，戴維斯被判入獄一年，並且被取消律師資格。
1969年12月30日，迪斯·戴維斯在有人破門闖入他在加州貝沙灣的家中時因心臟病發作而去世。兩名戴著面具的槍手綁住他的妻子和孫子，偷走了珠寶、毛皮製品和現金。
1958年電影《派對女郎》中的角色Tommy Farrell疑似參考自迪斯·戴維斯。